# Ralph F. Hefferline
Ralph F. Hefferline (* 15. Februar 1910 in Muncie, Indiana; † 16. März 1974) war Professor für Psychologie an der Columbia University.
Hefferline verfasste den ersten (den experimentellen Teil) des Buches „Gestalttherapie“ (1951, gemeinsam veröffentlicht mit Fritz Perls und Paul Goodman), womit der gleichnamige psychotherapeutische Ansatz – die Gestalttherapie – begründet wurde.
Ralph F. Hefferline war ein experimenteller Psychologe, in unmittelbarer Nähe zum Behaviorismus von Burrhus Frederic Skinner und dessen Schülern. Unter anderem fertigte er eine bis zum Erscheinen von Verbal Behavior oft kopierte Mitschrift einer Vorlesung Skinners zu dessen Theorie des sprachlichen Verhaltens an. Hefferline gehört zu den Entwicklern des Biofeedbacks. Auch die Psychoanalyse (F. M. Alexander, Wilhelm Reich) zählte zu seinen Interessensgebieten.
Hefferline kam 1947 als Klient zum Gestalttherapeuten Fritz Perls und darüber zur ursprünglichen Gruppe um das „New York Institute for Gestalt Therapy“. Jedoch kam es nach der Veröffentlichung des Buches „Gestalttherapie“ zu keiner weiteren Zusammenarbeit mit Fritz Perls und Paul Goodman.